# 238 pr. n. št.

## Dogodki
- Antična Kartagina začne osvajati Španijo.

## Rojstva
- Filip V. Makedonski († 179 pr. n. št.)